# Latvijas PSR čempionāts futbolā 1946
L'edizione 1946 del massimo campionato di calcio lettone fu la 2ª come campionato della Repubblica Socialista Sovietica Lettone; il titolo fu vinto dalla Daugava Liepaja, giunta al primo titolo.

## Formato
Il campionato era formato da sei squadre che si incontrarono in girone di andata e ritorno per un totale di 14 turni; erano assegnati due punti alla vittoria, un punto al pareggio e zero per la sconfitta.

## Classifica finale
|                        | Pos. | Squadra         | Pt | G  | V  | N | P  | GF | GS | DR  |
| ---------------------- | ---- | --------------- | -- | -- | -- | - | -- | -- | -- | --- |
| RSS Lettone (bandiera) | 1.   | Daugava Liepāja | 22 | 14 | 11 | 0 | 3  | 60 | 16 | +34 |
|                        | 2.   | VEF Riga        | 22 | 14 | 10 | 2 | 2  | 30 | 18 | +12 |
|                        | 3.   | AVN Riga        | 21 | 14 | 10 | 1 | 3  | 56 | 16 | +40 |
|                        | 4.   | Dinamo Riga     | 17 | 14 | 8  | 1 | 5  | 40 | 24 | +16 |
|                        | 5.   | Daugava Rīga    | 15 | 14 | 7  | 1 | 6  | 34 | 32 | +2  |
|                        | 6.   | Spartak Riga    | 8  | 14 | 4  | 0 | 10 | 22 | 66 | -44 |
|                        | 7.   | Lokomotive Riga | 5  | 14 | 2  | 1 | 11 | 17 | 45 | -28 |
|                        | 8.   | PAK Leontyev    | 2  | 14 | 1  | 0 | 13 | 14 | 56 | -42 |